# Cour suprême d'État des États-Unis
Ne doit pas être confondu avec Cour suprême des États-Unis.
Aux États-Unis, une cour suprême d'État (connue sous d'autres noms dans certains États) est la plus haute cour du système judiciaire d'un État américain. En matière de droit d'État, le jugement d'une cour suprême d'État est considéré comme définitif et contraignant dans les tribunaux d'État et fédéraux.
En règle générale, une cour suprême d'État, comme la plupart des tribunaux d'appel, est exclusivement chargée d'entendre les appels sur des questions juridiques. Bien que les décisions de la Cour suprême des États sur les questions de droit des États soient définitives, les décisions sur les questions de droit fédéral peuvent faire l'objet d'un appel devant la Cour suprême des États-Unis. Chaque cour suprême d'État se compose d'un nombre de juges sélectionnés selon des méthodes décrites dans la constitution de l'État. Parmi les méthodes de sélection les plus courantes figurent la nomination par le gouverneur de l'État, l'élection non partisane et l'élection partisane, mais les différents États suivent diverses procédures.

## Rôle et pouvoirs
Dans le cadre du système de fédéralisme établi par la Constitution des États-Unis, les tribunaux fédéraux ont une compétence limitée et les tribunaux d'État traitent beaucoup plus d'affaires que les tribunaux fédéraux. Chacun des cinquante États a au moins une cour suprême qui sert de plus haute cour de l'État; deux États, le Texas et l'Oklahoma, ont des cours suprêmes distinctes pour les affaires civiles et pénales. Les cinq territoires américains habités en permanence, ainsi que Washington, DC, ont chacun des cours suprêmes comparables. En matière de droit d'État, le jugement d'une cour suprême d'État est considéré comme définitif et contraignant dans les tribunaux d'État et fédéraux. Les cours suprêmes des États sont complètement distinctes de tous les tribunaux fédéraux des États-Unis situés dans les limites géographiques du territoire d'un État ou de la Cour suprême au niveau fédéral.
Les devoirs et pouvoirs exacts des cours suprêmes des États sont établis par les constitutions des États et les lois de ce mêmes États. En règle générale, les cours suprêmes des États, comme la plupart des tribunaux d'appel, sont exclusivement chargées d'entendre les appels sur les décisions rendues par les tribunaux inférieurs et ne tirent aucune constatation des faits ni ne tiennent de procès. Elles peuvent cependant annuler les décisions des tribunaux inférieurs, renvoyer des affaires aux tribunaux inférieurs pour de nouvelles procédures et établir un précédent contraignant pour les cas futurs. Certaines cours suprêmes d'État ont une compétence initiale sur des questions spécifiques; par exemple, la Cour suprême de Virginie a compétence en première instance sur les affaires d'habeas corpus, de mandamus, de prohibition et des assignations l'établissement d'innocences basées sur l'ADN ou d'autres preuves biologiques.

### Juridiction et procédure d'appel
En tant que plus haute cour de l'État, une cour suprême d'État a compétence d'appel sur toutes les questions de droit de l'État. De nombreux États ont deux ou plusieurs niveaux de tribunaux en dessous de la Cour suprême de l'État; par exemple, en Pennsylvanie, une affaire peut d'abord être entendue par l'un des tribunaux de Pennsylvanie des plaidoyers communs, faire l'objet d'un appel devant la Cour supérieure de Pennsylvanie, puis être portée en appel devant la Cour suprême de Pennsylvanie. Dans d'autres États, y compris le Delaware, la Cour suprême de l'État est la seule cour d'appel de l'État et a donc une compétence d'appel directe sur tous les tribunaux inférieurs.
À l'instar de la Cour suprême des États-Unis, la plupart des cours suprêmes des États ont mis en place un « examen discrétionnaire ». Dans un tel système, les cours d'appel intermédiaires sont chargées de statuer sur la grande majorité des appels. Les cours d'appel intermédiaires se concentrent généralement sur la tâche banale de ce que les spécialistes des appels appellent la "correction d'erreurs", ce qui signifie que leur tâche principale est de décider si le dossier reflète que le tribunal de première instance a correctement appliqué la loi existante. Dans quelques États sans cours d'appel intermédiaires, la cour suprême de l'État peut fonctionner sous «révision obligatoire» (mandatory review), dans laquelle elle doit entendre tous les appels des tribunaux de première instance. C'était le cas, par exemple, au Nevada avant 2014. Pour certaines catégories d'affaires, de nombreuses cours suprêmes d'État, qui disposent par ailleurs d'un contrôle discrétionnaire, opèrent sous contrôle obligatoire, généralement en ce qui concerne les affaires impliquant l'interprétation de la constitution de l'État ou la peine capitale.
L'une des traditions informelles du système judiciaire américain est que tous les justiciables ont droit à au moins un appel après un jugement définitif sur le fond. Cependant, l'appel n'est qu'un privilège prévu par la loi, les règles d'un tribunal ou la coutume;;la Cour suprême des États-Unis a statué à plusieurs reprises qu'il n'y a pas de droit constitutionnel fédéral à un appel.

### États dotés de procédures d'appel uniques
L'Iowa, le Nevada et l'Oklahoma ont une procédure d'appel unique. Dans ces États, tous les appels sont déposés auprès de la Cour suprême appropriée (l'Iowa et le Nevada ont chacun une seule Cour suprême, tandis que l'Oklahoma a des cours suprêmes civiles et pénales distinctes) qui garde alors toutes les  cas avec nouvelles circonstances pour qu'elle décide elle-même. Elle transmet les cas restants – qui traitent de points de droit qu'elle a déjà abordés – devant la cour d'appel intermédiaire. Dans le cadre de ce modèle de procédure d'appel appelé "push-down" (« poussée vers le bas ») ou "deflection" (« déviation »), la Cour suprême de l'État peut immédiatement établir des précédents définitifs à l'échelle de l'État sur des questions importantes se présentant pour la première fois et ce dès qu'elles surviennent, plutôt que d'attendre plusieurs mois ou années pour qu'une cour d'appel intermédiaire fasse une première tentative de résolution du problème (et laisser la loi incertaine pendant ce temps).
A noter que la Cour suprême de Virginie a toujours fonctionné sous contrôle discrétionnaire pour presque tous les cas, mais depuis sa création en 1985, la Cour d'appel intermédiaire de Virginie n'a entendu les appels de plein droit que dans les affaires familiales et administratives. Après que deux autres États aient adopté des appels de droit à la fin des années 2000, cela a laissé la Virginie comme le seul État de l'Union sans premier appel de droit pour la grande majorité des affaires civiles et pénales. Les appelants étaient toujours libres de demander une révision, mais ces demandes étaient soumises à de fortes contraintes de longueur (6 125 mots ou 35 pages en Virginie) et étaient nécessairement plus étroitement ciblées qu'un mémoire d'ouverture dans un appel de droit devant une cour d'appel intermédiaire (en revanche, le mémoire d'ouverture d'un appelant devant une cour d'appel intermédiaire de Californie peut contenir jusqu'à 14 000 mots). La grande majorité des décisions des tribunaux de circuit de Virginie dans les affaires civiles et pénales ont ainsi été isolées de l'examen en appel sur le fond. En mars 2021, la Virginie a promulgué un ensemble de réformes complet permettant des appels de droit devant la Cour d'appel dans les affaires civiles et pénales. Le même projet de loi a élargi la Cour d'appel de 11 à 17 juges pour faire face à l'augmentation de la charge de travail.

## Liste des cours suprêmes des États et des territoires
L'État, par sa Constitution ou sa législature, détermine le nombre de juges, la durée de mandat, quelquefois limitée et l'âge maximum pour exercer la fonction. La rubrique partisane indique l'affiliation éventuelle des personnes nommant le juge, démocrates, républicains ou indépendant.
| Nom et État                                                                | Mode de sélection                                                                                                | Terme (années)                  | Limite d'âge | Nombre de membres | Équilibre partisan |
| -------------------------------------------------------------------------- | --- | ------------------------------- | ------------ | ----------------- | ------------------ |
| Cour suprême de l'Alabama (en)                                             | élection partisane                                                                                               | 6                               | 70           | 9                 | 9R–0D              |
| Cour suprême de l'Alaska (en)                                              | Plan Missouri | 10                              | 70           | 5                 | 4R-1I              |
| Cour suprême de l'Arizona (en)                                             | Plan Missouri | 6                               | 70           | 7                 | 7R-0D              |
| Cour suprême de l'Arkansas (en)                                            | élection non-partisane                                                                                           | 8                               | –            | 7                 |                    |
| Cour suprême de Californie                                                 | Nomination par le gouverneur avec avis et consentement de la California Commission on Judicial Appointments (en) | 12                              | –            | 7                 | 5D-1R-1I           |
| Cour suprême du Colorado (en)                                              | Plan Missouri | 10                              | 72           | 7                 | 7D-0R              |
| Cour suprême du Connecticut                                                | Plan Missouri | 8                               | 70           | 7                 | 7D-0R              |
| Cour suprême du Delaware (en)                                              | Nomination par le gouverneur avec avis et consentement du sénat du Delaware                                      | 12                              | –            | 5                 | 3D–2R              |
| Cour suprême de Floride                                                    | Plan Missouri | 6                               | 75           | 7                 | 7R                 |
| Cour suprême de Géorgie                                                    | élection non-partisane                                                                                           | 6                               | –            | 9                 | 8R-1D              |
| Cour suprême d'Hawaï                                                       | Nomination par le gouverneur sur avis et consentement du sénat d'Hawaï                                           | 10                              | 70           | 5                 | 4D–1R              |
| Cour suprême de l'Idaho (en)                                               | élection non-partisane                                                                                           | 6                               | –            | 5                 | 5R-0D              |
| Cour suprême de l'Illinois                                                 | élection partisane                                                                                               | 10                              | 75           | 7                 | 5D–2R              |
| Cour suprême de l'Indiana (en)                                             | Plan Missouri | 10                              | 75           | 5                 | 5R-0D              |
| Cour suprême de l'Iowa (en)                                                | Plan Missouri | 8                               | 72           | 7                 | 6R-1D              |
| Cour suprême du Kansas (en)                                                | Plan Missouri | 6                               | 75           | 7                 | 5D-2R              |
| Cour suprême du Kentucky                                                   | élection non-partisane                                                                                           | 8                               | –            | 7                 |                    |
| Cour suprême de Louisiane                                                  | élection partisane                                                                                               | 10                              | 70           | 7                 | 5R–1D-1I           |
| Cour judiciaire suprême du Maine (en)                                      | Nomination par le gouverneur avec avis et consentement du Sénat du Maine                                         | 7                               | –            | 7                 | 6D–1R              |
| Cour d'appel du Maryland (en)                                              | Nomination par le gouverneur avec avis et consentement du Sénat du Maryland                                      | 10                              | 70           | 7                 | 6R-1D              |
| Cour judiciaire suprême du Massachusetts (en)                              | Nomination par le gouverneur avec avis et consentement du Massachusetts Governor's Council (en)                  | à vie                           | 70           | 7                 | 7R-0D              |
| Cour suprême du Michigan                                                   | élection semi-partisane                                                                                          | 8                               | 70           | 7                 | 4D-3R              |
| Cour suprême du Minnesota                                                  | élection non-partisane                                                                                           | 6                               | 70           | 7                 | 5D-2R              |
| Cour suprême du Mississippi                                                | élection non-partisane                                                                                           | 8                               | –            | 9                 | 6R-3D              |
| Cour suprême du Missouri                                                   | Plan Missouri | 12                              | 70           | 7                 | 4R-3D              |
| Cour suprême du Montana                                                    | élection non-partisane                                                                                           | 8                               | –            | 7                 |                    |
| Cour suprême du Nebraska (en)                                              | Plan Missouri | 6                               | –            | 7                 | 6R-1D              |
| Cour suprême du Nevada (en)                                                | élection non-partisane                                                                                           | 6                               | –            | 7                 |                    |
| Cour suprême du New Hampshire                                              | Nomination par le gouverneur avec avis et consentement de l'Executive Council of New Hampshire (en)              | à vie                           | 70           | 7                 | 3R-2D              |
| Cour suprême du New Jersey                                                 | Nomination par le gouverneur avec avis et consentement du Sénat du New Jersey                                    | 7, puis jusqu'à l'âge de 70 ans | 70           | 7                 | 3R-3D-1I           |
| Cour suprême du Nouveau Mexique (en)                                       | Nomination par le gouverneur                                                                                     | 8                               | –            | 5                 | 5D–0R              |
| Cour d'appel de New York (en)                                              | Nomination par le gouverneur avec avis et consentement du Sénat de l'État de New York                            | 14                              | 70           | 7                 | 7D-0R              |
| Cour suprême de Caroline du Nord (en)                                      | élection partisane                                                                                               | 8                               | 72           | 7                 | 4D–3R              |
| Cour suprême du Dakota du Nord (en)                                        | élection non-partisane                                                                                           | 10                              | –            | 5                 | 4R-1D              |
| Cour suprême de l'Ohio                                                     | élection partisane                                                                                               | 6                               | 70           | 7                 | 4R–3D              |
| Cour suprême de l'Oklahoma (en) Cour criminelle d'appel de l'Oklahoma (en) | Plan Missouri | 6                               | –            | 9 5               | 5R-4D 4R-1D        |
| Cour suprême de l'Oregon (en)                                              | élection non-partisane                                                                                           | 6                               | 75           | 7                 | 7D                 |
| Cour suprême de Pennsylvanie                                               | élection partisane                                                                                               | 10                              | 75           | 7                 | 5D–2R              |
| Cour suprême de Rhode Island (en)                                          | Nomination par le gouverneur avec avis et consentement des deux chambres de l'Assemblée générale de Rhode Island | à vie                           | –            | 5                 | 3R–2D              |
| Cour suprême de Caroline du Sud (en)                                       | Nomination par l'Assemblée générale de Caroline du Sud                                                           | 10                              | 72           | 5                 | 5R                 |
| Cour suprême du Dakota du Sud (en)                                         | Plan Missouri | 8                               | 70           | 5                 | 5R                 |
| Cour suprême du Tennessee (en)                                             | Nomination par le gouverneur avec avis et consentement des deux chambres de l'Assemblée générale du Tennessee    | 8                               | –            | 5                 | 4R–1D              |
| Cour suprême du Texas (en) Cour criminelle d'appel du Texas (en)           | élection partisane                                                                                               | 6                               | 74           | 9                 | 9R–0D 9R–0D        |
| Cour suprême de l'Utah                                                     | Plan Missouri | 10                              | 75           | 5                 | 5R                 |
| Cour suprême du Vermont                                                    | Nomination par le gouverneur avec avis et consentement du Sénat du Vermont                                       | 6                               | 90           | 5                 | 4R–1D              |
| Cour suprême de Virginie (en)                                              | Nomination par le Sénat de Virginie avec l'avis et le consentement de la Chambre des délégués de Virginie        | 12                              | 70           | 7                 |                    |
| Cour suprême de l'État de Washington                                       | élection non-partisane                                                                                           | 6                               | 75           | 9                 | 9D                 |
| Cour suprême d'appel de Virginie Occidentale (en)                          | élection non-partisane                                                                                           | 12                              | –            | 5                 | 3R-1D-1I           |
| Cour suprême du Wisconsin (en)                                             | élection non-partisane                                                                                           | 10                              | –            | 7                 | 4R-3D              |
| Cour suprême du Wyoming (en)                                               | Plan Missouri | 8                               | 70           | 5                 | 5R                 |

### Territoires et district fédéral
| Nom et territoire ou district fédéral   | Mode de sélection | Terme (Années)                                                                                    | Nombre de membres Âge de la retraite |    |
| --------------------------------------- | --- | ------------------------------------------------------------------------------------------------- | ------------------------------------ | -- |
| Haute Cour des Samoa américaines        | Nomination par le secrétaire américain à l'Intérieur (justices) et nomination par le gouverneur des Samoa américaines (juges) | Lors d'une bonne conduite                                                                         | 8 (2 + 6)                            |    |
| Cour d’appel du district de Columbia    | Nomination par le président des États-Unis avec l'avis et le consentement du Sénat des États-Unis                             | 15                                                                                                | 9                                    | 74 |
| Cour suprême de Guam                    | Nomination par le gouverneur avec la confirmation de la législature de Guam                                                   | Lors d'une bonne conduite, soumis à une élection de maintien tous les dix ans après sa nomination | 3                                    |    |
| Cour suprême des îles Mariannes du Nord | Nomination par le gouverneur avec la confirmation du Sénat des îles Mariannes du Nord                                         | 8                                                                                                 | 3                                    |    |
| Cour suprême de Porto Rico              | Nomination par le gouverneur avec la confirmation du Sénat de Porto Rico                                                      | Retraite obligatoire à 70 ans                                                                     | 9                                    |    |
| Cour suprême des îles Vierges           | Nomination par le gouverneur avec la confirmation de l'Assemblée législative des îles Vierges                                 | Initialement 10, avec une condition de bonne conduite lors de la reconfirmation                   | 3                                    |    |